# یواس‌اس ادپت (ای‌ام-۱۳۷)
یواس‌اس ادپت (ای‌ام-۱۳۷) (به انگلیسی: USS Adopt (AM-137)) یک کشتی بود که طول آن ۱۸۴ فوت ۶ اینچ (۵۶٫۲۴ متر) بود. این کشتی در سال ۱۹۴۲ ساخته شد.